# Hoplopleura delticola
Hoplopleura delticola är en insektsart som beskrevs av Castro 1982. Hoplopleura delticola ingår i släktet Hoplopleura och familjen gnagarlöss. Inga underarter finns listade i Catalogue of Life.